# Дискографія Джорджа Майкла
Англійський співак Джордж Майкл випустив п'ять студійних альбомів, дві збірки, один мініальбом, 44 сингли, три промо-сингли, 31 музичний кліп та 5 відео-альбомів. За свою кар'єру Майкл продав понад 100 мільйонів записів по всьому світі, що робить його одним з найбільш продаваних артистів світу всіх часів.
Дебютний сольний альбом Майкла Faith вийшов на лейблі Epic Records у Великій Британії в жовтні 1987 року. До нього увійшли сингли «I Want Your Sex», «Faith» (сингл номер один кінця 1988 року в американському чарті), «Father Figure», «One More Try» і «Monkey». Альбом досяг номера один у британському чартіі й отримав чотириразовий платиновий сертифікат Британської асоціації виробників фонограм (BPI). Також досяг номера один в американському чарті й отримав діамантовий сертифікат за продаж понад 10 мільйонів копій. Також 1987 року Майкл співпрацював з Аретою Франклін над піснею «I Knew You Were Waiting (For Me)» яка стала синглом номер один у Великій Британії та США. У вересні 1990 року Майкл випустив свій другий альбом, Listen Without Prejudice Vol. 1, який посів 1-ше місце у Великій Британії, 2-ге в США і отримав чотириразовий платиновий сертифікат BPI. Альбом породив сингли: «Praying for Time», «Waiting for That Day», «Freedom! '90», «Heal the Pain» і «Cowboys and Angels».
У грудні 1991 року Майкл випустив «Don't Let the Sun Go Down on Me», дуетом з Елтоном Джоном; він став номером один у Великій Британії та США. 1992 року Майкл записав «Too Funky», для благодійного проекту Red Hot + Dance; пісня досягла 4-го місця у Великій Британії і 10-го в США. 1993 року Майкл випустив ЕР Five Live, який містив треки виконані на Концерті пам'яті Фредді Мерк'юрі разом з Queen і Лізою Стенсфілд. Він дебютував під номером один у Великій Британії й отримав золотий сертифікат. На початку 1996 року Майкл випустив «Jesus to a Child», сингл номер один у Великій Британії. За ним ішов «Fastlove», який також досяг номера один у Великій Британії. Потім був альбом Older, який вийшов у травні 1996 року. Серед Інших синглів з альбому «Spinning the Wheel», «Star People '97», а також подвійні сторони A «Older / I Can't Make You Love Me» і «You Have Been Loved/The Strangest Thing '97». Все це досягло третього місця у Великій Британії. У листопаді 1998 року Майкл випустив свою першу збірку найкращих хітів, Ladies & Gentlemen: The Best of George Michael, яка вмістила нові пісні «Outside» і «As», дуетом з Мері Джей Блайдж. Це був найуспішніший серед альбомів Майкла у Великій Британії, посівши 1-ше місце і отримавши восьмиразовий платиновий сертифікат.
Четвертий сольний альбом Майкла, Songs from the Last Century, вийшов у грудні 1999 року й містив кавер-версії популярних пісень. Його наступний альбом, Patience, вийшов у березні 2004 року і досяг номера один у Великій Британії. Twenty Five, випущений в 2006 році, став другим серед найуспішніших альбомів Майкла, позначивши 25-річчя його музичної кар'єри. Він дебютував під номером один у Великій Британії. До альбому потрапили пісні переважно з сольної кар'єри співака, а також дві нові пісні: «An Easier Affair» і «This Is Not Real Love» (дуетом з Матією Буеною, тоді членом Sugababes, а нині — Mutya Keisha Siobhan). У грудні 2008 року Майкл випустив новий трек «December Song» безкоштовно на своєму сайті. Наступного року «December Song» офіційно вийшла як комерційний сингл. За нею йшли «True Faith» (яка була в Великій Британії та Ірландії відповідно топ-30 і топ-40 хітом, а також ґрунтовна переробка пісні New Order); ще одним благодійним синглом став «You and I». Наступний сингл «White Light» досягнув комерційного успіху, посівши 15-те місце в британському чарті. Пісня також потрапила до чартів у Бельгії, Німеччині, Нідерландах і Швейцарії.

## Альбоми

### Студійні альбоми
| Назва                                                                          | Подробиці                                                                                                 | Найвищі місця в чартах | Найвищі місця в чартах | Найвищі місця в чартах | Найвищі місця в чартах | Найвищі місця в чартах | Найвищі місця в чартах | Найвищі місця в чартах | Найвищі місця в чартах | Найвищі місця в чартах | Найвищі місця в чартах | Продажі                                     | Сертифікації |
| Назва                                                                          | Подробиці                                                                                                 | ВЕЛ                    | АВС                    | АВТ                    | ФРА                    | НІМ                    | ІРЯ                    | НІД                    | ШВЕ                    | ШВА                    | США                    | Продажі                                     | Сертифікації |
| ------------------------------------------------------------------------------ | --- | ---------------------- | ---------------------- | ---------------------- | ---------------------- | ---------------------- | ---------------------- | ---------------------- | ---------------------- | ---------------------- | ---------------------- | ------------------------------------------- | --- |
| Faith                                                                          | - Вихід: 30 жовтня 1987 - Лейбл: Columbia (#460000) - Формат: CD, касета, LP                              | 1                      | 3                      | 3                      | 5                      | 3                      | 52                     | 1                      | 4                      | 4                      | 1                      | - Світ: 20,000,000 - : 1,300,000            | - BPI: 4× Платиновий - ARIA: 5× Платиновий - BVMI: Золотий - GLF: Золотий - IFPI SWI: 2× Платиновий - MC: Діамантовий - NVPI: Платиновий - RIAA: Діамантовий - SNEP: 2× Платиновий                   |
| Listen Without Prejudice Vol. 1                                                | - Вихід: 3 вересня 1990 - Лейбл: Columbia (#467295) - Формат: CD, касета, LP                              | 1                      | 2                      | 5                      | 2                      | 7                      | 3                      | 2                      | 3                      | 3                      | 2                      | - Світ: 8,000,000 - : 1,412,663             | - BPI: 4× Платиновий - ARIA: 2× Платиновий - BVMI: Золотий - IFPI AUT: Золотий - IFPI SWI: Платиновий - MC: 2× Платиновий - NVPI: Платиновий - RIAA: 2× Платиновий - SNEP: Платиновий                |
| Older                                                                          | - Вихід: 13 травня 1996 - Лейбл: Virgin (#V2802) - Формат: CD, касета, LP                                 | 1                      | 1                      | 1                      | 1                      | 3                      | 2                      | 1                      | 1                      | 2                      | 6                      | - Світ: 8,000,000 - : 1,800,000 - : 881,000 | - BPI: 6× Платиновий - ARIA: 2× Платиновий - BVMI: Платиновий - GLF: Золотий - IFPI AUT: Золотий - IFPI SWI: Платиновий - MC: 2× Платиновий - NVPI: Платиновий - RIAA: Платиновий - SNEP: 2× Золотий |
| Songs from the Last Century                                                    | - Вихід: 6 грудня 1999 - Лейбл: Virgin (#V2920) - Формат: CD, касета                                      | 2                      | 12                     | 12                     | 7                      | 4                      | 7                      | 6                      | 16                     | 6                      | 157                    | - Світ: 3,600,000 - : 600,000 - : 152,000   | - BPI: 2× Платиновий - ARIA: Золотий - BVMI: Золотий - IFPI SWI: Золотий - MC: Золотий - SNEP: 2× Золотий                                                                                            |
| Patience                                                                       | - Вихід: 15 березня 2004 - Лейбл: Sony Music Entertainment (#515402-2) - Формат: CD, цифрове завантаження | 1                      | 2                      | 3                      | 4                      | 1                      | 2                      | 1                      | 1                      | 2                      | 12                     | - Світ: 4,000,000 - : 700,000 - : 381,000   | - BPI: 2× Платиновий - ARIA: Платиновий - BVMI: Платиновий - GLF: Золотий - IFPI AUT: Золотий - IFPI SWI: Золотий - NVPI: Золотий - SNEP: Золотий                                                    |
| «—» позначає запис, який не потрапив до чарту або не виходив на тій території. | |                        |                        |                        |                        |                        |                        |                        |                        |                        |                        |                                             | |

### Збірки і концертні альбоми
| Назва                                                                          | Подробиці                                                                                          | Найвищі місця в чартах | Найвищі місця в чартах | Найвищі місця в чартах | Найвищі місця в чартах | Найвищі місця в чартах | Найвищі місця в чартах | Найвищі місця в чартах | Найвищі місця в чартах | Найвищі місця в чартах | Продажі                                       | Сертифікації |
| Назва                                                                          | Подробиці                                                                                          | ВЕЛ                    | АВС                    | АВТ                    | НІМ                    | ІРЯ                    | НІД                    | ШВЕ                    | ШВА                    | США                    | Продажі                                       | Сертифікації |
| ------------------------------------------------------------------------------ | -------------------------------------------------------------------------------------------------- | ---------------------- | ---------------------- | ---------------------- | ---------------------- | ---------------------- | ---------------------- | ---------------------- | ---------------------- | ---------------------- | --------------------------------------------- | --- |
| Ladies & Gentlemen: The Best of George Michael                                 | - Вихід: 9 листопада 1998 - Лейбл: Sony (#200850-9) - Формат: CD, MD, касета                       | 1                      | 2                      | 2                      | 3                      | 1                      | 2                      | 2                      | 5                      | 24                     | - Світ: 9,000,000 - : 1,100,000 - : 2,500,000 | - BPI: 8× Платиновий - ARIA: 7× Платиновий - BVMI: 3× Золотий - GLF: Платиновий - IFPI AUT: Платиновий - IFPI SWI: Платиновий - MC: 2× Платиновий - NVPI: 2× Платиновий - RIAA: 2× Платиновий - SNEP: 2× Платиновий |
| Twenty Five                                                                    | - Вихід: 11 листопада 2006 - Лейбл: Sony (#88697009002) - Формат: CD, цифрове завантаження         | 1                      | 9                      | 19                     | 13                     | 3                      | 2                      | 3                      | 2                      | 12                     | - : 900,000                                   | - BPI: 3× Платиновий - ARIA: 2× Платиновий - IFPI SWI: Платиновий - IRMA: 3× Платиновий - SNEP: Золотий |
| Symphonica                                                                     | - Вихід: 14 березня 2014 - Лейбл: Virgin EMI - Формат: Blu-ray Audio, CD, цифрове завантаження, LP | 1                      | 11                     | 7                      | 6                      | 1                      | 2                      | —                      | 6                      | 60                     | - : 200,000                                   | - BPI: Золотий |
| «—» позначає запис, який не потрапив до чарту або не виходив на тій території. | |                        |                        |                        |                        |                        |                        |                        |                        |                        |                                               | |

## Лонгплеї
| Назва                                                                          | Подробиці                                                                                         | Найвищі місця в чартах | Найвищі місця в чартах | Найвищі місця в чартах | Найвищі місця в чартах | Найвищі місця в чартах | Найвищі місця в чартах | Найвищі місця в чартах | Найвищі місця в чартах | Найвищі місця в чартах | Найвищі місця в чартах | Продажі     | Сертифікації                                                                          |
| Назва                                                                          | Подробиці                                                                                         | ВЕЛ                    | АВС                    | АВТ                    | ФРА                    | НІМ                    | ІРЯ                    | НІД                    | ШВЕ                    | ШВА                    | США                    | Продажі     | Сертифікації                                                                          |
| ------------------------------------------------------------------------------ | ------------------------------------------------------------------------------------------------- | ---------------------- | ---------------------- | ---------------------- | ---------------------- | ---------------------- | ---------------------- | ---------------------- | ---------------------- | ---------------------- | ---------------------- | ----------- | ------------------------------------------------------------------------------------- |
| Five Live (разом з Queen і Лізою Стенсфілд)                                    | - Вихід: 19 квітня 1993 - Лейбл: Parlophone Records (#0777-7- 89418-2-8) - Формат: CD, касета, LP | 1                      | 17                     | 2                      | 12                     | 8                      | 1                      | 2                      | 45                     | 6                      | 46                     | - : 358,000 | - BPI: Золотий - BVMI: Золотий - IFPI SWI: Золотий - NVPI: Платиновий - SNEP: Золотий |
| «—» позначає запис, який не потрапив до чарту або не виходив на тій території. |                                                                                                   |                        |                        |                        |                        |                        |                        |                        |                        |                        |                        |             |                                                                                       |

## Сингли
| Назва                                                                          | Рік  | Найвищі місця в чартах | Найвищі місця в чартах | Найвищі місця в чартах | Найвищі місця в чартах | Найвищі місця в чартах | Найвищі місця в чартах | Найвищі місця в чартах | Найвищі місця в чартах | Найвищі місця в чартах | Найвищі місця в чартах | Сертифікації                                                                             | Альбом                                         |
| Назва                                                                          | Рік  | ВЕЛ                    | АВС                    | АВТ                    | ФРА                    | НІМ                    | ІРЯ                    | НІД                    | ШВЕ                    | ШВА                    | США                    | Сертифікації                                                                             | Альбом                                         |
| ------------------------------------------------------------------------------ | ---- | ---------------------- | ---------------------- | ---------------------- | ---------------------- | ---------------------- | ---------------------- | ---------------------- | ---------------------- | ---------------------- | ---------------------- | ---------------------------------------------------------------------------------------- | ---------------------------------------------- |
| «Careless Whisper»                                                             | 1984 | 1                      | 1                      | 2                      | 3                      | 3                      | 1                      | 1                      | 2                      | 1                      | 1                      | - BPI: Платиновий - ARIA: 2× Платиновий - MC: Платиновий - RIAA: Золотий - SNEP: Срібний | Make It Big                                    |
| «A Different Corner»                                                           | 1986 | 1                      | 4                      | 6                      | 16                     | 7                      | 2                      | 2                      | 18                     | 3                      | 7                      | - BPI: Золотий                                                                           | Music from the Edge of Heaven                  |
| «I Knew You Were Waiting (For Me)» (дуетом з Аретою Франклін)                  | 1987 | 1                      | 1                      | 9                      | —                      | 5                      | 1                      | 1                      | 4                      | 5                      | 1                      | - BPI: Золотий - ARIA: Золотий                                                           | Aretha                                         |
| «I Want Your Sex»                                                              | 1987 | 3                      | 2                      | 2                      | 11                     | 3                      | 1                      | 1                      | 8                      | 4                      | 2                      | - MC: Золотий - RIAA: Платиновий                                                         | Faith                                          |
| «Faith»                                                                        | 1987 | 2                      | 1                      | 4                      | 22                     | 5                      | 2                      | 1                      | 9                      | 4                      | 1                      | - BPI: Срібний - ARIA: 2× Платиновий - MC: Золотий - RIAA: Золотий                       | Faith                                          |
| «Hard Day»                                                                     | 1987 | —                      | —                      | —                      | —                      | —                      | —                      | —                      | —                      | —                      | —                      |                                                                                          | Faith                                          |
| «Father Figure»                                                                | 1988 | 11                     | 5                      | 17                     | 37                     | 18                     | 2                      | 2                      | —                      | 13                     | 1                      | - ARIA: Золотий                                                                          | Faith                                          |
| «One More Try»                                                                 | 1988 | 8                      | 34                     | 19                     | 5                      | 22                     | 1                      | 4                      | 4                      | 4                      | 1                      | - RIAA: Золотий - SNEP: Срібний                                                          | Faith                                          |
| «Monkey»                                                                       | 1988 | 13                     | 12                     | 22                     | 34                     | 24                     | 8                      | 7                      | —                      | 5                      | 1                      |                                                                                          | Faith                                          |
| «Kissing a Fool»                                                               | 1988 | 18                     | 55                     | —                      | 45                     | 44                     | 9                      | 13                     | —                      | —                      | 5                      |                                                                                          | Faith                                          |
| «Praying for Time»                                                             | 1990 | 6                      | 16                     | 20                     | 19                     | 19                     | 3                      | 11                     | 9                      | 6                      | 1                      |                                                                                          | Listen Without Prejudice Vol. 1                |
| «Freedom! '90»                                                                 | 1990 | 28                     | 18                     | 25                     | 23                     | 41                     | 17                     | 15                     | 20                     | —                      | 8                      | - ARIA: Платиновий - RIAA: Золотий                                                       | Listen Without Prejudice Vol. 1                |
| «Waiting for That Day»                                                         | 1990 | 23                     | 50                     | —                      | —                      | —                      | 11                     | 79                     | —                      | —                      | 27                     |                                                                                          | Listen Without Prejudice Vol. 1                |
| «Heal the Pain» (original version)                                             | 1991 | 31                     | —                      | —                      | —                      | —                      | 16                     | 25                     | —                      | —                      | —                      |                                                                                          | Listen Without Prejudice Vol. 1                |
| «Mother's Pride»                                                               | 1991 | —                      | —                      | —                      | —                      | —                      | —                      | —                      | —                      | —                      | 46                     |                                                                                          | Listen Without Prejudice Vol. 1                |
| «Cowboys and Angels»                                                           | 1991 | 45                     | 164                    | —                      | 36                     | —                      | 15                     | 20                     | —                      | —                      | —                      |                                                                                          | Listen Without Prejudice Vol. 1                |
| «Soul Free»                                                                    | 1991 | —                      | 95                     | —                      | —                      | —                      | —                      | —                      | —                      | —                      | —                      |                                                                                          | Listen Without Prejudice Vol. 1                |
| «Don't Let the Sun Go Down on Me» (дуетом з Елтоном Джоном)                    | 1991 | 1                      | 3                      | 2                      | 1                      | 4                      | 2                      | 1                      | 2                      | 1                      | 1                      | - BPI: Срібний - ARIA: Платиновий - RIAA: Золотий - SNEP: Срібний                        | Duets                                          |
| «Too Funky»                                                                    | 1992 | 4                      | 3                      | 9                      | 5                      | 12                     | —                      | 3                      | 7                      | 6                      | 10                     | - ARIA: Платиновий - RIAA: Золотий                                                       | Red Hot + Dance                                |
| «Somebody to Love» (разом з Queen)                                             | 1993 | 1                      | 19                     | 15                     | 16                     | 21                     | 1                      | 6                      | —                      | —                      | 30                     |                                                                                          | Five Live EP                                   |
| «Killer / Papa Was a Rollin' Stone»                                            | 1993 | 1                      | —                      | —                      | 197                    | —                      | 1                      | —                      | —                      | —                      | 69                     |                                                                                          | Five Live EP                                   |
| «Jesus to a Child»                                                             | 1996 | 1                      | 1                      | 11                     | 7                      | 12                     | 1                      | 2                      | 2                      | 4                      | 7                      | - BPI: Срібний - RIAA: Золотий - SNEP: Срібний                                           | Older                                          |
| «Fastlove»                                                                     | 1996 | 1                      | 1                      | 13                     | 10                     | 25                     | 5                      | 12                     | 7                      | 13                     | 8                      | - BPI: Золотий - RIAA: Золотий - SNEP: Срібний                                           | Older                                          |
| «Spinning the Wheel»                                                           | 1996 | 2                      | 14                     | 29                     | —                      | 67                     | 14                     | 24                     | 18                     | 24                     | —                      | - BPI: Срібний                                                                           | Older                                          |
| «Older / I Can't Make You Love Me»                                             | 1997 | 3                      | 61                     | —                      | —                      | —                      | 6                      | 46                     | 60                     | —                      | —                      |                                                                                          | Older                                          |
| «Star People '97»                                                              | 1997 | 2                      | 51                     | 37                     | —                      | 64                     | 7                      | 40                     | 37                     | 28                     | —                      |                                                                                          | Older                                          |
| «Waltz Away Dreaming» (дуетом з Тобі Бурком)                                   | 1997 | 10                     | —                      | —                      | —                      | —                      | —                      | —                      | —                      | —                      | —                      |                                                                                          | Room 21                                        |
| «You Have Been Loved / The Strangest Thing '97»                                | 1997 | 2                      | 75                     | —                      | —                      | —                      | 11                     | 44                     | 53                     | —                      | —                      | - BPI: Срібний                                                                           | Older                                          |
| «Outside»                                                                      | 1998 | 2                      | 13                     | 17                     | 26                     | 30                     | 7                      | 14                     | 15                     | 19                     | —                      | - BPI: Срібний                                                                           | Ladies & Gentlemen: The Best of George Michael |
| «As» (дуетом з Мері Джей Блайдж)                                               | 1999 | 4                      | 45                     | —                      | 27                     | 38                     | 12                     | 9                      | 27                     | 22                     | —                      | - BPI: Срібний                                                                           | Ladies & Gentlemen: The Best of George Michael |
| «If I Told You That» (дуетом з Вітні Г'юстон)                                  | 2000 | 9                      | 37                     | —                      | —                      | 58                     | 25                     | 31                     | 44                     | 33                     | —                      |                                                                                          | Whitney: The Greatest Hits                     |
| «Freeek!»                                                                      | 2002 | 7                      | 5                      | 7                      | 7                      | 7                      | 14                     | 12                     | 26                     | 2                      | —                      | - ARIA: Золотий                                                                          | Patience                                       |
| «Shoot the Dog»                                                                | 2002 | 12                     | 36                     | 41                     | 59                     | 44                     | 23                     | 26                     | 39                     | 14                     | —                      |                                                                                          | Patience                                       |
| «Amazing»                                                                      | 2004 | 4                      | 6                      | 23                     | 37                     | 19                     | 4                      | 9                      | 16                     | 10                     | —                      | - ARIA: Золотий                                                                          | Patience                                       |
| «Flawless (Go to the City)»                                                    | 2004 | 8                      | 26                     | 72                     | —                      | 54                     | 23                     | 30                     | —                      | 36                     | —                      |                                                                                          | Patience                                       |
| «Round Here»                                                                   | 2004 | 32                     | —                      | —                      | —                      | —                      | —                      | —                      | —                      | 55                     | —                      |                                                                                          | Patience                                       |
| «John and Elvis Are Dead»                                                      | 2005 | —                      | —                      | —                      | —                      | —                      | —                      | —                      | —                      | —                      | —                      |                                                                                          | Patience                                       |
| «An Easier Affair»                                                             | 2006 | 13                     | 36                     | 58                     | 87                     | 44                     | 20                     | 37                     | 23                     | 28                     | —                      |                                                                                          | Twenty Five                                    |
| «This Is Not Real Love» (дуетом з Матією Буеною)                               | 2006 | 15                     | —                      | 62                     | —                      | —                      | 27                     | 32                     | —                      | 36                     | —                      |                                                                                          | Twenty Five                                    |
| «Heal the Pain» (дуетом з Полом Маккартні)                                     | 2008 | —                      | —                      | —                      | —                      | —                      | —                      | —                      | —                      | —                      | —                      |                                                                                          | Twenty Five                                    |
| «December Song (I Dreamed of Christmas)»                                       | 2009 | 14                     | —                      | 63                     | —                      | 37                     | 40                     | 18                     | 43                     | —                      | —                      |                                                                                          | Неальбомний сингл                              |
| «True Faith»                                                                   | 2011 | 27                     | —                      | —                      | —                      | —                      | —                      | 38                     | —                      | —                      | —                      |                                                                                          | Неальбомний сингл                              |
| «White Light» / «Song to the Siren»                                            | 2012 | 15                     | 88                     | 53                     | 73                     | 21                     | 32                     | 6                      | —                      | 34                     | —                      |                                                                                          | Неальбомний сингл                              |
| «Let Her Down Easy»                                                            | 2014 | 53                     | —                      | —                      | —                      | —                      | —                      | —                      | —                      | —                      | —                      |                                                                                          | Symphonica                                     |
| «Fantasy» (дуетом з Найлом Роджерсом)                                          | 2017 | 85                     | —                      | —                      | —                      | —                      | —                      | —                      | —                      | —                      | —                      |                                                                                          | Listen Without Prejudice / MTV Unplugged       |
| «—» позначає запис, який не потрапив до чарту або не виходив на тій території. |      |                        |                        |                        |                        |                        |                        |                        |                        |                        |                        |                                                                                          |                                                |

### Промо-сингли
| Назва             | Рік  | Альбом                      |
| ----------------- | ---- | --------------------------- |
| «Roxanne»         | 1999 | Songs from the Last Century |
| «Miss Sarajevo»   | 1999 | Songs from the Last Century |
| «You and I»       | 2011 | Неальбомний сингл           |
| «Going to a Town» | 2014 | Symphonica                  |
| «Feeling Good»    | 2014 | Symphonica                  |

## Появи як запрошений співак
| Рік  | Пісня                                                         | Альбом                                                         |
| ---- | ------------------------------------------------------------- | -------------------------------------------------------------- |
| 1985 | «Wrap Her Up»                                                 | Ice on Fire                                                    |
| 1987 | «Learn to Say No» (дуетом з Джоді Вотлі)                      | Jody Watley                                                    |
| 1989 | «Jive Talkin'»                                                | Outrageous                                                     |
| 1989 | «Gave It All Away»                                            | Outrageous                                                     |
| 1989 | «Heaven Help Me»                                              | Spell                                                          |
| 1991 | «Tonight»                                                     | Two Rooms: Celebrating the Songs of Elton John & Bernie Taupin |
| 2003 | «The Grave»                                                   | Hope (War Child)                                               |
| 2005 | «Blame It on the Sun» (разом з Реєм Чарлзом)                  | Genius & Friends                                               |
| 2006 | «How Do You Keep the Music Playing?» (разом з Тоні Беннеттом) | Duets: An American Classic                                     |

## Відеоальбоми
| Рік  | Подробиці відео                                                                                         | Сертифікації                         | Подробиці |
| ---- | --- | ------------------------------------ | --- |
| 1988 | Faith - Вихід: 1988 - Студія: Sony BMG - Формат: VHS                                                    | - RIAA: 2× Платиновий                | - Промо-відео на пісні «Faith», «I Want Your Sex» (нецензурована версія), «Father Figure», «One More Try», «Monkey» і «Kissing a Fool». Також містить ексклюзивні зйомки з інтерв'ю. |
| 1990 | George Michael - Вихід: 5 Листопад 1990 - Студія: Sony BMG - Формат: VHS                                | - RIAA: Платиновий                   | - Запис програми The South Bank Show за вересень 1990 року. В ній задокументовано кар'єру Майкла до того часу, від часів Wham! до виходу його другого студійного сольного альбому Listen Without Prejudice Vol. 1. Також містить телевізійну рекламу альбому, співрежисером і хореографом якої був сам Майкл. |
| 1999 | Ladies & Gentleman: The Best of George Michael - Вихід: 13 грудня 1999 - Студія: Sony BMG - Формат: DVD | - ABPD: Золотий                      | - Музичні промо-відео: «Outside», «Fastlove», «Spinning the Wheel», «Freedom 90», «Killer/Papa was a Rollin' Stone», «Too Funky», «Faith», «I Want Your Sex» (частина II), «Jesus to a Child», «Waltz Away Dreaming», «Father Figure», «Don't Let the Sun Go Down on Me», «Kissing a Fool», «I Knew You Were Waiting (For Me)» (дуетом з Аретою Франклін), «Somebody to Love» (наживо), «Monkey», «One More Try» «Star People '97», «I Can't Make You Love Me», «A Different Corner», «You Have Been Loved» і «Careless Whisper». також містить інтерв'ю з Майклом Паркінсоном і біографічний документальний фільм про музичну кар'єру.                                                                                              |
| 2006 | Twenty Five - Вихід: 13 Листопад 2006 - Студія: Sony BMG - Формат: DVD                                  | - ARIA: Платиновий                   | - Музичні промо-відео від часів Wham! і сольної кар'єри. Включає: «Club Tropicana», «Wake Me Up Before You Go-Go», «Freedom», «Last Christmas», «Everything She Wants», «I'm Your Man», «The Edge of Heaven», «Careless Whisper», «A Different Corner», «I Knew You Were Waiting (For Me)», «I Want Your Sex», «Faith», «Father Figure», «One More Try», «Monkey», «Kissing a Fool», «Freedom! '90», «Don't Let the Sun Go Down on Me», «Too Funky», «Fastlove», «Jesus to a Child», «Spinning the Wheel», «Older», «Outside», «As», «Freeek!», «Amazing», «John and Elvis Are Dead», «Flawless (Go to the City)», «Shoot the Dog», «Roxanne», «An Easier Affair», «If I Told You That», «Waltz Away Dreaming» і «Somebody to Love». |
| 2009 | George Michael Live in London - Вихід: 7 грудня 2009 - Студія: Sony Music - Формат: DVD/Blu-ray         | - ARIA: Платиновий - BPI: Платиновий | - Живе шоу, записане 2008 року у Виставковому центрі Earl's Court у Лондоні. Список треків: «Waiting (Reprise)», «Fastlove», «I'm Your Man», «Flawless (Go to the City)», «Father Figure», «You Have Been Loved», «An Easier Affair», «Everything She Wants», «One More Try», «A Different Corner», «Too Funky», «Shoot the Dog», «John And Elvis Are Dead», «Faith», «Spinning the Wheel», «Feeling Good», «Roxanne», «My Mother Had a Brother», «Amazing», «Fantasy», «Outside», «Careless Whisper» і «Freedom! '90». |

## Музичні відео
| Рік  | Пісня                                                         | Режисер(и)                 |
| ---- | ------------------------------------------------------------- | -------------------------- |
| 1984 | «Careless Whisper»                                            | Данкан Гіббінс             |
| 1986 | «A Different Corner»                                          |                            |
| 1987 | «I Knew You Were Waiting (For Me)» (дуетом з Аретою Франклін) | Браян Грант                |
| 1987 | «I Want Your Sex»                                             | Енді Морен                 |
| 1987 | «Faith»                                                       | Енді Морен                 |
| 1987 | «Father Figure»                                               | Енді Морен і Джордж Майкл  |
| 1988 | «One More Try»                                                | Тоні Скотт                 |
| 1988 | «Monkey»                                                      | Енді Морен                 |
| 1988 | «Kissing a Fool»                                              |                            |
| 1990 | «Praying for Time»                                            | Майкл Борофскі             |
| 1990 | «Freedom! '90»                                                | Девід Фінчер               |
| 1991 | «Don't Let the Sun Go Down on Me» (дуетом з Елтоном Джоном)   | Енді Морен                 |
| 1992 | «Too Funky»                                                   | Джордж Майкл               |
| 1993 | «Killer/Papa Was a Rollin' Stone»                             | Маркус Ніспел              |
| 1996 | «Jesus to a Child»                                            | Говард Грінгол             |
| 1996 | «Fastlove»                                                    | Воен Арнелл і Антеа Бентон |
| 1996 | «Spinning the Wheel»                                          | Воен Арнелл і Антеа Бентон |
| 1997 | «Star People '97»                                             | Мілтон Лейдж               |
| 1997 | «Older»                                                       | Енді Морен                 |
| 1997 | «Waltz Away Dreaming» (дуетом з Тобі Бурке)                   | Гарві Б. Браун             |
| 1998 | «Outside»                                                     | Воен Арнелл                |
| 1999 | «As» (за участю Мері Дж. Блайдж)                              | Big TV!                    |
| 1999 | «Roxanne»                                                     | Джоанна Бейлі              |
| 2000 | «If I Told You That» (дуетом з Вітні Г'юстон)                 | Кевін Брей                 |
| 2002 | «Freeek!»                                                     | Джозеф Кан                 |
| 2002 | «Shoot the Dog»                                               | 2DTV                       |
| 2004 | «Amazing»                                                     | Меттью Ролстон             |
| 2004 | «Flawless (Go to the City)»                                   | Джейк Скотт                |
| 2004 | «Round Here»                                                  | Енді Морен                 |
| 2004 | «My Mother Had a Brother» (не видано)                         | Енді Морен                 |
| 2005 | «John and Elvis Are Dead»                                     | Антеа Бентон               |
| 2006 | «An Easier Affair»                                            | Джейк Нава                 |
| 2008 | «December Song (I Dreamed of Christmas)»                      | MIE                        |
| 2011 | «True Faith»                                                  | MIE                        |
| 2012 | «White Light»                                                 | Раян Гоуп                  |
| 2014 | «Let Her Down Easy»                                           | Воен Арнелл                |
| 2017 | «Fantasy» (За участю Найла Роджерса)                          |                            |

## Нотатки
1. ↑  На деяких ринках (таких як Велика Британія), Five Live був у чартах як сингл, а не EP.
2. ↑  «Careless Whisper» часом називають «Wham!» або «Wham! feat. George Michael».
3. ↑  "Soul Free" вийшла комерційно лише в Австралії та Японії.
4. ↑  "Star People '97" не потрапила до Billboard Hot 100, але посіла 1-ше місце в чарті Bubbling Under Hot 100 Singles.[43]
5. ↑  "Amazing" не потрапила до Billboard Hot 100, але посіла 8-ме місце в чарті Hot Singles Sales.[45]
6. ↑  "Flawless (Go to the City)" не потрапила до Billboard Hot 100, але посіла 22-ге місце в чарті Hot Singles Sales.[45]
7. ↑  "John and Elvis Are Dead" не могла потрапити до британського чарту через тогочасні правила
8. ↑  Часто про Пола Маккартні немає згадок коли йдеться про пісню "Heal the Pain".
9. ↑  "December Song (I Dreamed of Christmas)" спочатку вийшла як безкоштовне завантаження в грудні 2008 й через це не могла потрапити до чарту, але в грудні 2009 року її перевидано як платне завантаження, і тоді вона вже змогла потрапити до чарту.